# Carex mendica
Carex mendica là một loài thực vật có hoa trong họ Cói. Loài này được Lepage mô tả khoa học đầu tiên năm 1956.